# Abwehrgruppe-301
Abwehrgruppe-301 – oddział rozpoznawczo-wywiadowczy Abwehry podczas II wojny światowej
Grupa została sformowana w lipcu 1942 r. Podlegała Abwehrkommando ZA. Działała początkowo na okupowanym Krymie w pasie działań niemieckiej 11 Armii gen. Eugena von Schoberta. Na jej czele stali Korvettenkapitän Kromwel, kpt. Erich Wolf, a następnie por. Rudolf Kruger. W kwietniu 1943 r. została przeniesiona na Północny Kaukaz na tereny podległe 17 Armii gen. Carla-Heinricha von Stülpnagela. Abwehrgruppe współpracowała z rumuńskimi służbami wywiadowczymi. Następnie stacjonowała w Krasnodarze. Agenturę werbowano spośród jeńców wojennych z Armii Czerwonej. Agenci byli wykorzystywani na okupowanych terenach ZSRR, a także przerzucani przez linię frontu. Po odwrocie wojsk niemieckich z Kubania Abwehrgruppe przeszła w lipcu 1943 r. na Krym.